# Andrzej Bek
Andrzej Bek (n. 26 iunie 1951, Łódź, Polonia) este un ciclist polonez, medaliat olimpic. A participat la o ediție a Jocurilor Olimpice (1972) în care a câștigat o medalie de bronz.

## Participări
Lista de mai jos prezintă principalele competiții la care a participat Andrzej Bek de-a lungul carierei.
- Olympische Sommerspiele 1972/Radsport – Tandem (Männer)[*]